# 钦定辽金元三史语解
钦定辽金元三史语解是清朝清高宗下令編寫的一本書籍，分為三种（钦定辽史语解、钦定金史语解、钦定元史语解）十八册。該書特意將遼史、金史、元史中的名詞挑出來並用滿語、漢語兩種語言解釋。因為當時編撰三本史書的大臣不了解契丹、女真和蒙古的語言，導致同一名詞在三本書中的漢文譯名不統一，所以清高宗特意下令編寫該書。全書共收约6689条词语。